# Jan Zełyk
Jan Zełyk (ur. 21 listopada 1897 w Rzeczyczanach, zm. ?) – polski polityk, przewodniczący Prezydium Miejskiej Rady Narodowej w Zawierciu w latach 1956–1958.

## Biografia
W 1908 ukończył szkołę powszechną św. Anny we Lwowie, a w 1912  ukończył C. K. Gimnazjum w Gródku Jagiellońskim. W trakcie I wojny światowej służył w armii austriackiej, był trzykrotnie ranny. W latach 1919–1920 pracował jako likwidator w Szpitalu Okręgowym w Przemyślu, a w 1921 roku pełnił taką funkcję w Domu Inwalidów we Lwowie. W 1922 roku złożył egzamin nadzwyczajny klas IV–VI w Państwowym Gimnazjum w Przemyślu. W latach 1922–1939 był referentem budżetowym w Instytucie Intendentury we Lwowie. W 1923 roku podjął studia w Wyższej Szkole Handlu Zagranicznego we Lwowie, następnie przerwane. W 1930 roku zdał maturę w XI Gimnazjum Państwowym we Lwowie. W latach 1939–1944 pracował w Spółdzielni „Nowy Byt” we Lwowie jako księgowy, a później jako kelner. Po zakończeniu II wojny światowej przebywał do 1946 roku w Przemyślu. W latach 1946–1953 pracował w Fabryce Maszyn w Zawierciu, a w latach 1954–1956 był planistą i kierownikiem produkcji Zawierciańskich Zakładów Przemysłu Bawełnianego. W latach 1956–1958 był przewodniczącym Prezydium Miejskiej Rady Narodowej w Zawierciu. Ukończył studia w Wyższej Szkole Ekonomicznej w Katowicach.